# Xilacina
La xilacina es un potente sedante, miorrelajante y analgésico no narcótico para animales. La actividad sedante y analgésica se relaciona con una depresión del sistema nervioso central. El efecto relajante muscular está basado en la inhibición de la transmisión intraneural de los impulsos en el sistema nervioso central; los efectos principales se desarrollan dentro de los 10 a 15 minutos después de la inyección intramuscular y dentro de los 3 a 5 minutos después de la inyección endovenosa.
Un estado similar al sueño, cuya profundidad depende de la dosis, se mantiene 1 a 2 horas, mientras que la analgesia dura 15 a 30 minutos después de la aplicación. Luego de la inyección intramuscular, la droga es rápidamente absorbida, pero la biodisponibilidad es variable según la especie: en el caballo es del 40 a 48 %; en la oveja entre el 17 y el 73 % y en el perro entre el 52 y 90 %.
La xilazina se ha convertido en un fármaco de venta libre de uso común en los Estados Unidos, donde se la conoce con el nombre de calle "tranq", especialmente en Puerto Rico. La droga se está desviando de las existencias utilizadas por los veterinarios equinos y se utiliza como agente de corte para la heroína y el fentanilo, lo que causa llagas en la piel e infecciones en los lugares de inyección, así como otros problemas de salud. El fentanilo mezclado con xilazina se conoce con los nombres de calle "sleep-cut", "zombie drug" y "tranq dope".

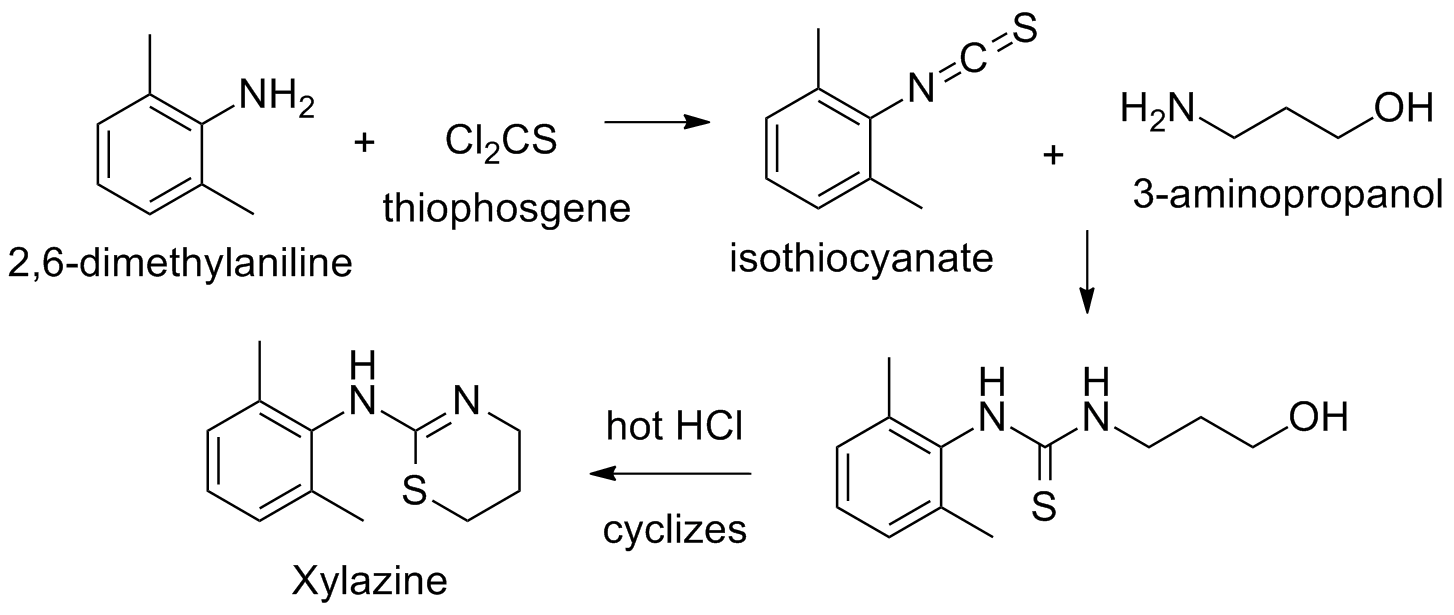
Síntesis de xilazina adaptada de Elliot & Ruehle (1986).

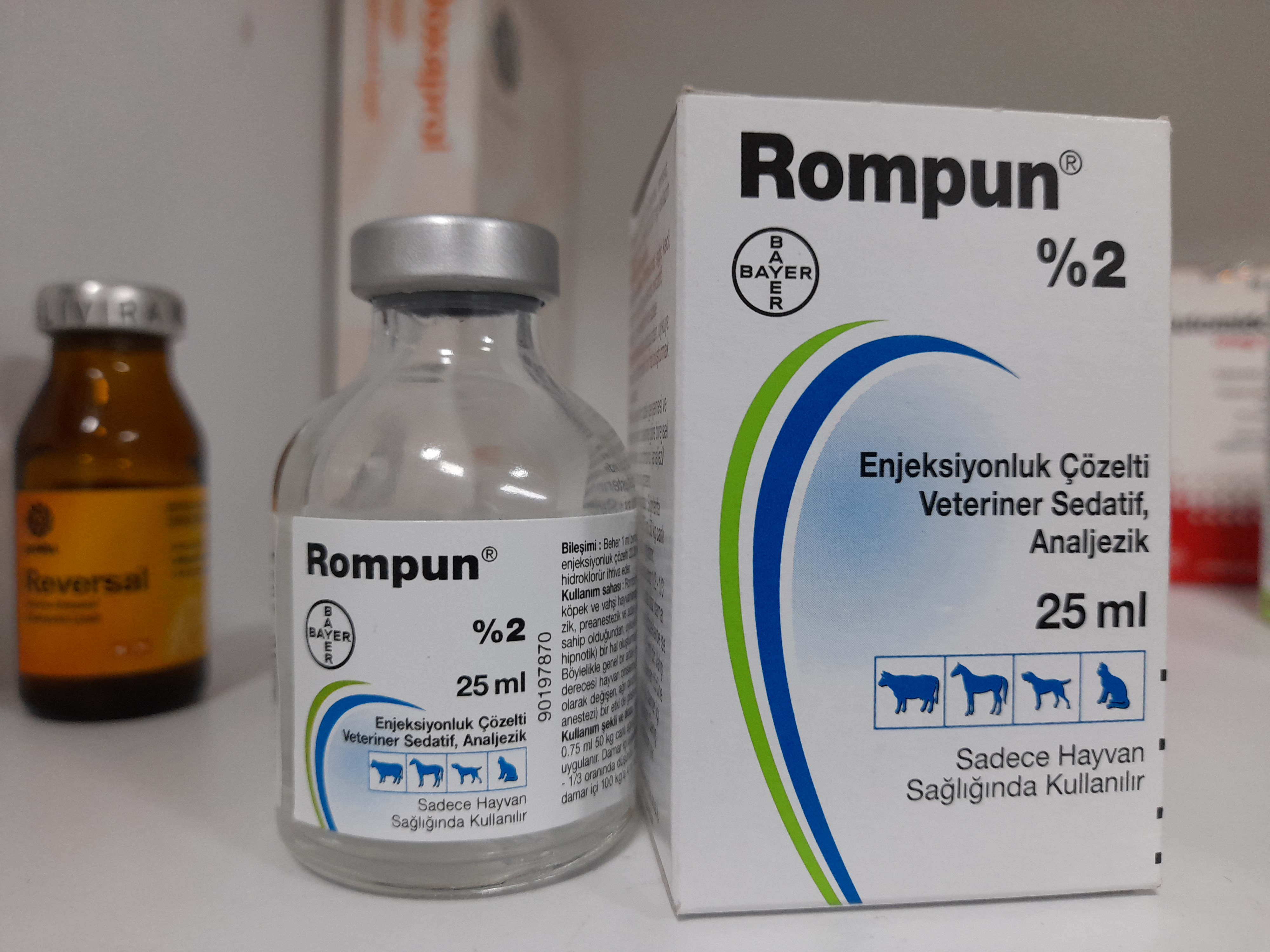
Como anestésico veterinario, la xilazina se administra una vez antes de los procedimientos quirúrgicos para lograr el efecto previsto (nombre comercial: Rompun)

## Uso recreativo
En 1979, se informó el primer caso de toxicidad por xilazina en un hombre de 34 años que se había automedicado para el insomnio con una inyección de un gramo de xilazina. Se informó intoxicación intencional por ingerir, inhalar o inyectar xilazina. La vía intravenosa es la vía de administración más común para quienes consumen heroína o xilazina de forma recreativa.
Desde principios de la década de 2000, la xilazina se ha vuelto popular como droga en los Estados Unidos y Puerto Rico. De 2002 a 2008, su uso se asoció con un alto número de muertes de reclusos en la Institución Correccional de Guerrero en Aguadilla, Puerto Rico.
El nombre de calle de la xilazina en Estados Unidos es "tranq", "tranq dope" y "zombie drug" ("droga zombi"). De 2010 a 2019, la proporción de xilazina en las muertes por heroína o fentanilo en Filadelfia aumentó del 3 al 28 %.
A partir de 2012, los usuarios de xilazina en Puerto Rico eran más propensos a ser hombres, menores de 30 años, que vivían en un área rural e inyectaban versus que inhalaban xilazina. Debido a que la xilazina y la heroína desencadenan resultados conductuales similares, la primera a menudo se mezcla en secreto con dosis ilegales de heroína. La combinación de heroína y xilazina produce un subidón potencialmente más letal que la administración de heroína sola. La xilazina también se encuentra con frecuencia en el "speedball" (traducido como "bola rápida", es una mezcla de varias drogas, generalmente cocaína, heroína o morfina y fentanilo). A partir de 2012, aún se desconocían los factores causales que subyacen a la creciente popularidad de la xilazina.
A partir de 2022 se conoció más información sobre la distribución de xilazina en el organismo, síntomas físicos y factores predictores de uso crónico: Cuando se usa, la frecuencia de uso depende de factores sociales o económicos, así como de la respuesta subjetiva de cada usuario a la propiedades adictivas de la droga. Desde noviembre de 2021 hasta agosto de 2022, el 80 % de la parafernalia de drogas que dio positivo por fentanilo en los programas de intercambio de agujas en Maryland también contenía xilazina. A partir de 2022, la xilazina se combinaba casi invariablemente con opioides cuando se usaba de forma recreativa, y la droga producía un síndrome de abstinencia característico que complica el tratamiento de los usuarios adictos.
En abril de 2023, la administración de Biden declaró al fentanilo con xilazina, como una amenaza oficial emergente de drogas para Estados Unidos, la primera vez que se le da esa etiqueta. Rahul Gupta, director de la Oficina de la Política Nacional para el Control de Drogas (ONDCP), dijo que estaba preocupado por lo que aprendió "sobre el impacto devastador de la combinación de fentanilo con xilazina, que está creciendo entre los jóvenes de todo el país". Según Gupta, la xilazina es la amenaza de drogas más letal que Estados Unidos haya enfrentado jamás. La DEA ha incautado mezclas de xilazina y fentanilo en la mayoría de los Estados, y ha encontrado el 23 % del polvo de fentanilo incautado y el 7 % de las píldoras de fentanilo mezcladas con xilazina.
En 2022, se informó que la primera muerte después del uso de xilazina fuera de América del Norte tuvo lugar en Solihull, Inglaterra, Reino Unido. El hombre de 43 años fue encontrado muerto en su casa con detección post mortem de heroína, cocaína, fentanilo y xilazina.